# Merodon turkestanicus
Merodon turkestanicus är en tvåvingeart som beskrevs av Paramonov 1926. Merodon turkestanicus ingår i släktet narcissblomflugor, och familjen blomflugor.
Artens utbredningsområde är Uzbekistan. Inga underarter finns listade i Catalogue of Life.